# 細川広貞
細川 広貞（ほそかわ ひろさだ）は、江戸時代から江戸時代前期の武士。
家は細川淡路守護家であるが、細川氏ではなく佐々木氏流大原氏の出身である。

## 概要
「細川之系図」によると幕臣・細川晴広の孫で渡辺山城守茂に仕えたという。
子には細川広清、孫には細川広重がいる。